# Soldaterlegatet
 Der er for få eller ingen kildehenvisninger i denne artikel, hvilket er et problem. Du kan hjælpe ved at angive troværdige kilder til de påstande, som fremføres i artiklen.

Soldaterlegatet er en fond, hvis formål er at støtte militært personel og civile, der af Danmark har været udsendt i militære missioner i udlandet, og som under missioner for dansk forsvar har pådraget sig fysiske eller psykiske skader. Efterladte kan også støttes.
Det overordnede mål med legatet er at støtte modtagerne i at skabe et stabilt fundament for deres fremtidige liv på trods af de skader eller tab, som udsendelsen i en international militær mission har medført.

## Historie
Danmark har siden starten af 1990’erne udsendt flere end 40.000 soldater på internationale militære missioner. Heraf har knap 50 mistet livet, mens mere end 90 er blevet såret. Et stort antal tidligere udsendte lider af psykiske eftervirkninger; efterreaktioner, som ofte først kommer frem flere år efter udsendelsen.
Mange hjemvendte soldater føler det som et nederlag at skulle bede om for eksempel psykologisk rådgivning. Derfor har flere oplevet en social deroute, inden de endelig erkender, at der er brug for professionel assistance. På denne baggrund tog Kredsen Mars og Merkur Danmark sammen med en bred gruppe af engagerede mennesker initiativet til at stifte Soldaterlegatet, og den 28. oktober 2008 blev Soldaterlegatets vedtægter underskrevet.
Fonden startede sit virke den 29. januar 2009 og har ved udgangen af 2015 støttet mere end 1.400 enkeltpersoner og projekter med legater til en samlet værdi af 55 mio. kr. Den viden, som Soldaterlegatet indsamler, søger Soldaterlegatet i generel form at videregive til de myndigheder og organisationer, som har mulighed for at bruge den konstruktivt i deres arbejde for at forbedre støtten til tidligere udsendte.
Soldaterlegatets protektor er Hans Kongelige Højhed Kronprinsen, som har et indgående kendskab til og interesse for danske soldaters forhold. Kronprinsen er selv uddannet i Søværnet, Flyvevåbnet og Hæren.

## Legatuddelingskomitéen
Legatuddelingskomitéen består af seks personer:
• Sven A. Blomberg, viceordf.dir. i Jyske Bank (formand)
• Anders Korsgaard, chefpsykolog på Rigshospitalets krisepsykologiske afdeling
• Jes Bruun Lauritzen, professor og overlæge dr.med.
• Jesper Helsø, general og forhenværende forsvarschef
• Ulrich Schmidt-Hansen, social- og sundhedsdirektør, Herlev Kommune
• Sys Rovsing, advokat i Bech-Bruun

## Bestyrelse
Bestyrelsen er sammensat ud fra Soldaterlegatets gældende fundats. Dens opgave er at sikre, at Soldaterlegatet arbejder efter vedtægterne, rådgiver sekretariatet i forbindelse med etablering af samarbejder og fastlægger Soldaterlegatets langsigtede strategi. Bestyrelsen består af:
• Peter Højland (formand)
• Christian Herskind, adm. dir. Refshaleøens Holding (næstformand)
• Claus Bretton-Meyer, adm. dir. DBU
• Frank E. Andersen , kommunaldir., Gentofte Kommune
• Kristian May, adm.dir.
• Kim Kristensen, ceremonimester i Hofmarskallatet
• Sven Blomberg, viceordf.dir. Jyske Bank
• Nikolaj Lindberg, kaptajn, Gardehusarregimentet
• Torben von Lowzow, IstoCorp